# Malcolm X
Malcolm X (Omaha, Nebraska, 1925. május 19. – New York, New York, 1965. február 21.) (eredetileg Malcolm Little, másként El-Hajj Malik El-Shabazz) amerikai muzulmán pap, fekete nacionalista, emberjogi aktivista. Hívei az afroamerikaiak jogaiért fáradhatatlanul küzdő embernek tartották, aki a lehető legkeményebb szavakkal kritizálta a fehér amerikaiakat a feketék ellen elkövetett sérelmek miatt. Ugyanakkor aktivista éveit megelőzően gengszter életet él, amiért közel egy évtizedet börtönben töltött köztörvényes bűnözőként.
Egy ideig az Iszlám Nemzet karizmatikus szószólója volt, de az 1960-as években kiábrándult belőle, valamint annak vezetőjéből, Elijah Muhammadból. Ezt követően a szunnita iszlámot karolta fel és a polgárjogi mozgalmat. Nyilvánosan lemondott az Iszlám Nemzetről, és megalapította az Iszlám Mecset (Islamic Muslim Mosque Inc.) nevű szervezetet és az Afroamerikai Egység Pánafrikai Szervezetét (OAAU). 1964-ben az Iszlám Nemzettel való konfliktusa egyre erősödött és többször is halálos fenyegetést kapott, majd 1965-ben meggyilkolták.
Kritikusai azzal vádolják, hogy beszédeiben rasszista nézeteket vallott és erőszakra buzdított. A 20. századi amerikai történelem egyik legmeghatározóbb afroamerikai személye.

## Élete

### Származása, korai évek
Apja, Earl Little, baptista lelkipásztor volt, akinek három bátyját is fehérek gyilkolták meg. Anyja, Louise Little (született Louisa Norton), bőrszíne nagyon világos volt, szinte fehér nőnek tűnt, mivel apja fehér, anyja fekete volt.
Apja aktív szerepet vállalt a helyi polgárjogi mozgalomban, ezért a Ku-Klux-Klan többször is megfenyegette, és azt követelték tőle, hogy családjával együtt hagyja el a várost. 1926-ban a család a fenyegetések miatt végül Wisconsinba, majd nem sokkal később a michigani Lansing városába költözött. 1931-ben, amikor Malcolm X 6 éves volt, Earl Little-t egy villamos halálra gázolta. Hivatalosan balesetet állapítottak meg, a fekete közösség viszont gyilkosságot gyanított, mivel az új lakhelyükön is meggyűlt a bajuk a helyi fehér rasszista csoportokkal.
Bár az apjának volt életbiztosítása, a biztosító öngyilkosságra hivatkozva megtagadta a biztosítás összegének kifizetését. A népes család (Malcolm X-nek négy féltestvére, és hét édestestvére volt) hamar ellehetetlenült anyagilag. Édesanyja nem sokkal később idegösszeomlást kapott, majd 1938-ban hivatalosan őrültnek nyilvánították, és ideggyógyászati intézetbe zárták. Malcolm X ekkor nevelőszülőkhöz került. Fiatal felnőttként Bostonban és New Yorkban bűnözőként élt, lopásokból és betörésekből tartotta fent magát. 1945-ben betörés miatt 8 éves börtönbüntetést kapott.

### Az Iszlám Nemzetben
A börtönévek során rengeteget olvasott, és az Iszlám Nemzet (Nation of Islam) nevű fekete muzulmán vallási szervezet tagja lett. Felhagyott a drogozással, a dohányzással és az ivással. Miután 1952-ben próbaidőre bocsátották, a szervezet vezérszónoka lett, aminek több évig ő volt a szóvivője is. Ekkor hagyta el családnevét és helyettesítette X-szel, ami az őseinek a rabszolgaság miatt elfeledett eredeti nevére utal.
Karizmatikus személyisége nagyban hozzájárult ahhoz, hogy a Nation of Islam taglétszáma az évek során többszörösére nőtt. Az 1960-as évek közepén összekülönbözött korábbi szellemi vezetőjével, a Nation of Islam fejével, Elijah Muhammaddal. Muhammadot szinte rajongásig tisztelte, de később mélységesen csalódott, mikor kiderült, hogy Muhammad több fiatal titkárnőjét is teherbe ejtette. 1964-ben végül kilépett a szervezetből.

### Az Iszlám Nemzettel való szakítás után
A kilépés után zarándoklatot tett Mekkába, és a szunnita muszlim közösség tagja lett. Bejárta Afrikát és a Közel-Keletet. Párizsban és Londonban is járt, ahol beszédeket tartott és vitákon vett részt. Miután hazatért az Amerikai Egyesült Államokba, megalapította a Muslim Mosque vallási szervezetet, illetve az Afroamerikai Egység Szervezete nevű világi fekete nacionalista mozgalmat. Idővel azonban egészen másképp kezdett tekinteni a fehérekre, amikor azt tapasztalta, mennyire sok fehér munkálkodik fáradhatatlanul azon, hogy a feketéket ne érje hátrányos megkülönböztetés.

### Meggyilkolása
1965-ben New Yorkban egy gyűlésen merénylet áldozata lett. A merénylet okai máig tisztázatlanok. Egy férfit a helyszínen, másik kettőt később tartóztattak le. Mindhármukat elítélték, habár a két később letartóztatott férfi a mai napig ártatlannak vallja magát. Egyesek szerint drogdílerek, mások szerint a Nation of Islam, megint mások szerint a CIA vagy az FBI áll a merénylet mögött.

## Emlékezete
1992-ben mutatták be az 1965-ben megjelent önéletrajzi könyv alapján készült Malcolm X című filmet, Spike Lee rendezésében. Malcolm X szerepét Denzel Washington formálta meg, amely egy Oscar-díj jelölést hozott számára. A könyv 1969-ben magyarul is megjelent Malcolm X önéletrajz címmel.

## Magyarul megjelent műve
- Önéletrajz, közreműködő: Alex Haley, fordítók: Bart István és Hernádi Miklós, bevezető: Sükösd Mihály, Európa, Budapest, 1969